# Heinrich Brüning
Heinrich Brüningⓘ (ur. 26 listopada 1885 w Münsterze, zm. 30 marca 1970 w Norwich) – niemiecki prawnik, ekonomista, historyk, filolog i polityk, minister spraw zagranicznych i kanclerz Rzeszy w latach 1930–1932 w okresie Republiki Weimarskiej.

## Życiorys

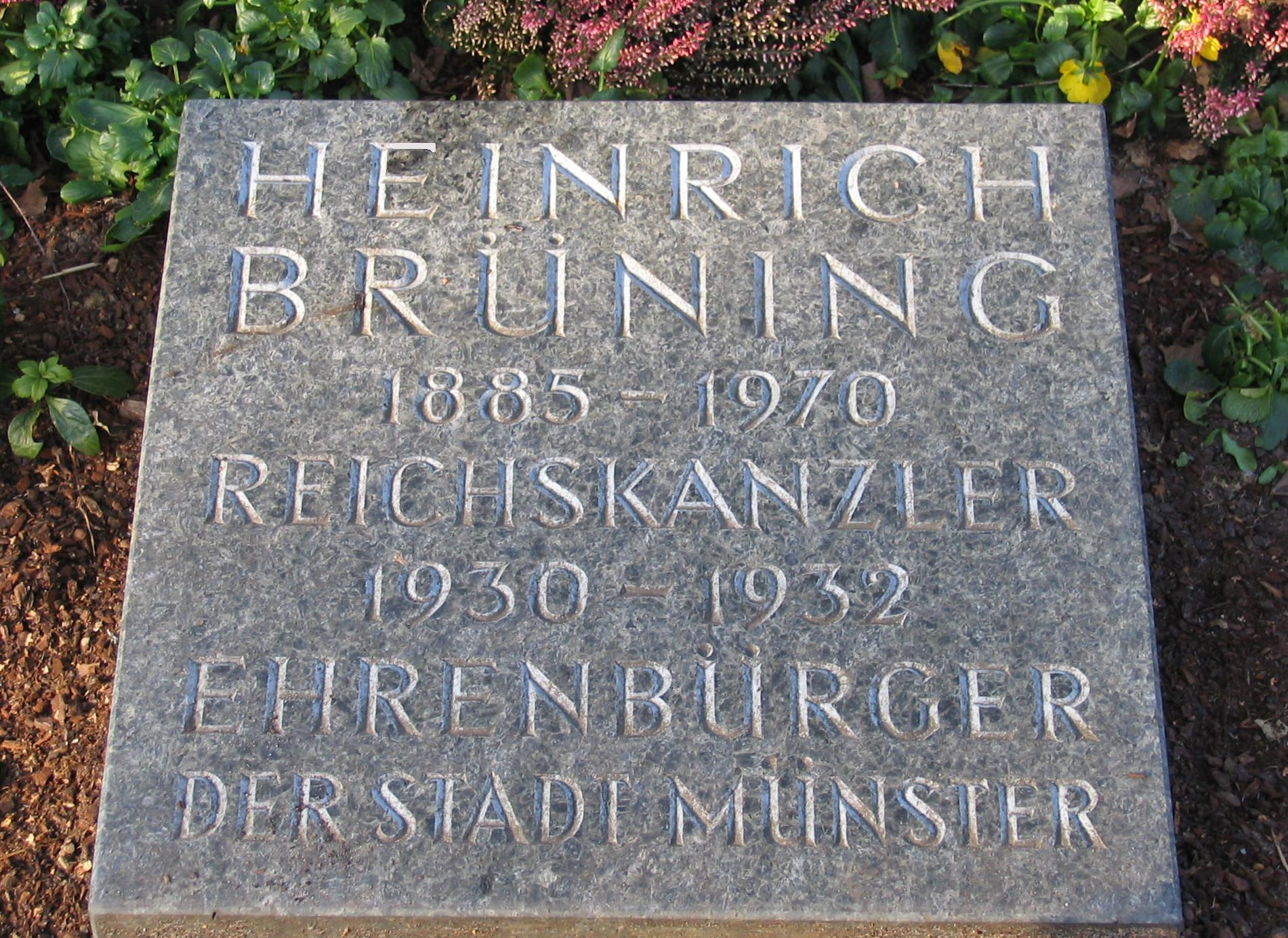
Grób Brüninga na Cmentarzu Centralnym w Münster

Był synem handlarza win. Przed wojną studiował na kilku wydziałach, a w 1915 wstąpił do niemieckiej piechoty. W latach 1915–1918 oficer Armii Cesarstwa Niemieckiego, odznaczony Żelaznym Krzyżem II i I klasy. Awansował do stopnia kapitana. W latach 1920–1930 działał we władzach chrześcijańskich związków zawodowych. W 1923 protestował przeciwko okupacji Zagłębia Ruhry. Działacz Partii Centrum. W latach 1924–1933 zasiadał w Reichstagu jako poseł z Breslau (Wrocław). W latach 1929–1930 przewodził frakcji parlamentarnej partii Centrum. Po objęciu władzy przez NSDAP wyemigrował w 1934 roku do Stanów Zjednoczonych, gdzie był wykładowcą na Uniwersytecie Harvarda. W 1954 roku powrócił na krótko do Niemiec, ale potem wrócił do Ameryki, gdzie zmarł. Konsekwentnie, również po II wojnie światowej, głosił tezę, że w okresie międzywojennym Polska nieprzerwanie planowała napaść na Niemcy.

## Pierwszy gabinet Brüninga (marzec 1930 – październik 1931)

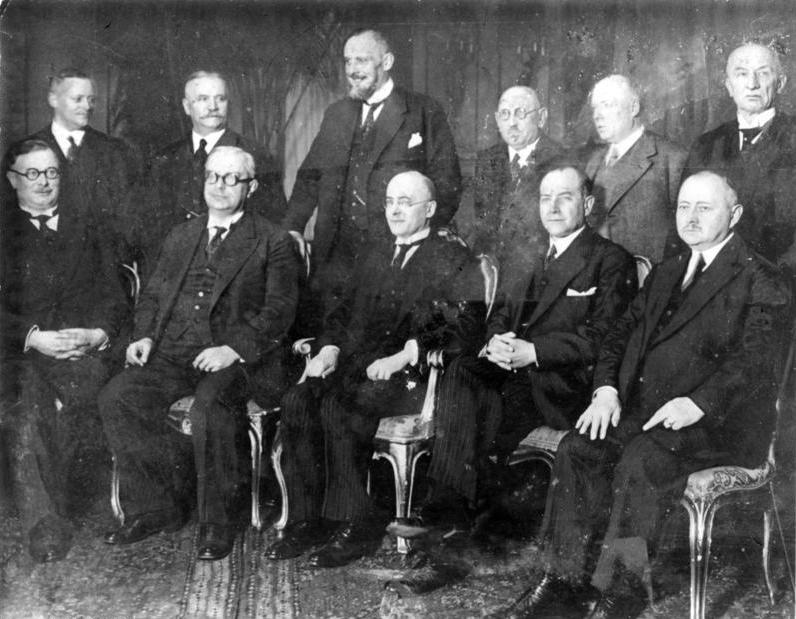
Pierwszy gabinet Brüninga

- Heinrich Brüning (Centrum) – kanclerz Rzeszy
- Hermann Dietrich (DDP) – wicekanclerz i minister gospodarki Rzeszy
- Julius Curtius (DVP) – minister spraw zagranicznych
- Joseph Wirth (Centrum) – minister spraw wewnętrznych Rzeszy
- Paul Moldenhauer (DVP) – minister finansów Rzeszy
- Adam Stegerwald (Centrum) – minister pracy Rzeszy
- Johann Viktor Bredt – minister sprawiedliwości Rzeszy
- Wilhelm Groener – minister obrony (Reichsheer)
- Georg Schätzel (BVP) – minister poczty Rzeszy
- Theodor von Guérard (Centrum) – minister transportu Rzeszy
- Martin Schiele (DNVP) – minister wyżywienia i rolnictwa Rzeszy
- Gottfried Treviranus (KVP) – minister Rzeszy ds. terenów okupowanych

Zmiany w gabinecie
- 3 maja 1930 – Bredt rezygnuje ze stanowiska ministra sprawiedliwości. Zastępuje go Curt Joël jako kierownik ministerstwa.
- 26 czerwca 1930 – Dietrich zastępuje Moldenhauera jako minister finansów. Kierownikiem ministerstwa gospodarki zostaje Ernst Trendelenburg.
- 1 października 1930 – wobec wycofania alianckich wojsk okupacyjnych z Nadrenii, Treviranus zostaje ministrem bez teki.

## Drugi gabinet Brüninga (październik 1931 – maj 1932)
- Heinrich Brüning (Centrum) – kanclerz Rzeszy i minister spraw zagranicznych
- Hermann Dietrich (Niemiecka Partia Państwowa (DSP))[4] – wicekanclerz i minister finansów Rzeszy
- Wilhelm Groener – minister spraw wewnętrznych Rzeszy i minister obrony
- Hermann Warmbold – minister gospodarki Rzeszy
- Adam Stegerwald (Centrum) – minister pracy Rzeszy
- Curt Joël – minister sprawiedliwości Rzeszy
- George Schätzel (BVP) – minister poczty Rzeszy
- Gottfried Treviranus (KVP) – minister transportu Rzeszy
- Martin Schiele (CNBL) – minister rolnictwa i wyżywienia Rzeszy

Zmiany w gabinecie
- 6 maja 1932 – Warmbold podaje się do dymisji jako minister gospodarki. Zastępuje go Ernst Trendelenburg jako kierownik ministerstwa.